# Rozas de Puerto Real
Rozas de Puerto Real es un municipio y localidad española perteneciente a la Comunidad de Madrid. Ubicado en el suroeste de la provincia, el término municipal cuenta con una población de 580 habitantes (INE 2024).

## Geografía
Atraviesa su término municipal la Cañada Real Leonesa Oriental, una de las más importantes de la península ibérica, además de otras menores como la del Camino de Escalona o la del Boquerón.

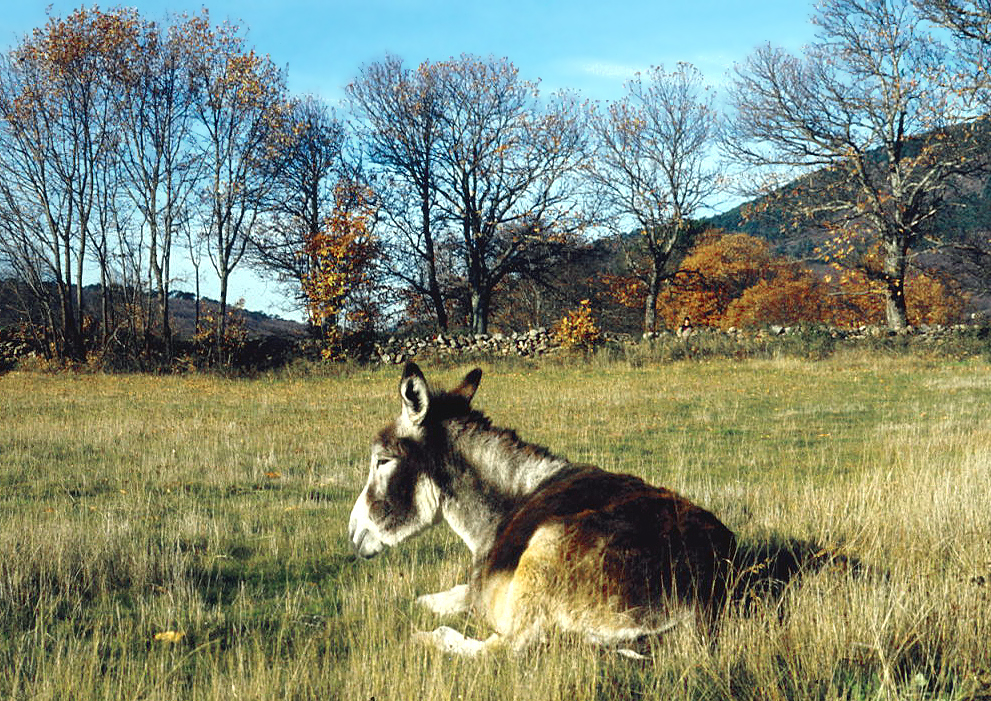
Burro en Rozas de Puerto Real

El paisaje está dominado por un relieve montañoso a las faldas de la sierra de Gredos, dándose condicionantes que favorecen la existencia de bosques singulares como los castañares. En el siglo XIX se mencionaba la existencia de pinos, robles con jarales, retamas, alcornoques y enebros, además de castaños, en el término.
La localidad está situada a una altitud de 882 m sobre el nivel del mar.
| Noroeste: Casillas             | Norte: El Tiemblo | Noreste: Navahondilla        |
| Oeste: Santa María del Tiétar  |                   | Este: Cadalso de los Vidrios |
| Suroeste: Sotillo de la Adrada | Sur: Cenicientos  | Sureste: Cenicientos         |

## Historia
Se considera factible un origen cristiano de la localidad, producido con la Reconquista, sin descartar uno anterior. Su situación en un collado que comunica los valles del Alberche y del Tiétar —este último nace en el paraje de la Venta del Cojo situado dentro del término municipal— le valió la condición de Puerto Real, es decir, puesto donde representantes de la corona cobraban el portazgo o impuesto por la utilización del paso del puerto a los ganaderos trashumantes, que utilizaban la Cañada Real. Aquí los pastores debían pagar tantos maravedíes por cabeza de ganado como se estipulara.
Obtuvo el privilegio de villa, otorgado por Carlos II, en 1693.
Hacia mediados del siglo XIX, el lugar tenía contabilizada una población de 323 habitantes. Aparece descrito en el decimotercer volumen del Diccionario geográfico-estadístico-histórico de España y sus posesiones de Ultramar de Pascual Madoz de la siguiente manera:

ROZAS DE PUERTO REAL: v. con ayunt. de la prov. y aud. terr. de Madrid (14 leg.), part. jud. de San Martin de Valdeiglesias (2), c. g. de Castilla la Nueva, dióc. de Toledo (12). sit. en una pequeña altura, y rodeada de cerros escarpados, montuosos y con grandes pedrizas: la combaten con mas frecuencia los vientos N. y O.; el clima es frio, y sus enfermedades mas comunes pulmonías, dolores de costado, catarrales y reumas: tiene 80 casas de inferior construccion, la del ayunt., cárcel, escuela de primeras letras comun á ambos sexos dotada con 500 rs. y 6 celemines de centeno, y una igl. parr. (San Juan Bautista), con curato de entrada y provision ordinaria: en los afueras de la pobl. se encuentra una erm. (Ntra. Sra. de los Remedios), en estado ruinoso, y el cementerio en parage que no ofende la salud pública: los vec. se surten de agua para sus usos de 2 fuentes tituladas Pimpollar y Eros, haciéndolo para el de los ganados de un pozo de v.: confina el térm. N. Escarabajosa; E. Cadalso; S. Cenicientos, y O. Casilla y Sotillo: se estiende 3/4 de leg. de N. á S. y 1/4 de E. á O., y comprende algunas minas de plomo argentífero, monte de pinos, y roble con jarales, retamas, alcornoques y enebros que circundan la pobl., y varios castaños; una dehesa boyal al lado S. y diferentes prados naturales con regulares pastos: le atraviesa un arr. titulado Tórtolas y otro Castañar, de este último se utilizan en algun tanto para el riego: el terreno es de inferior calidad. caminos: los que dirigen á los pueblos limitrofes en mal estado: el correo se recibe en Cadalso por los mismos interesados. prod.: centeno, patatas, hortalizas y castañas; mantiene ganado cabrio, vacuno y de cerda, y cria caza de perdices, conejos, jabalíes y corzas. ind.: la agrícola y 2 molinos harineros. pobl.: 76 vec., 323 alm. cap. prod.: 714,740 rs. imp. 99.290. contr.: el 9'65 por 100.
(Madoz, 1849, p. 581)

## Demografía
Cuenta con una población de 580 habitantes (INE 2024).
| Gráfica de evolución demográfica de Rozas de Puerto Real entre 1842 y 2021                                            |
| |
| Población de derecho según los censos de población del INE. Población de hecho según los censos de población del INE. |

## Transportes
En el municipio presta servicio una línea de autobús, operada por la empresa Interbus, que tiene cabecera en el intercambiador de Príncipe Pío.
| Línea | Recorrido                                               |
| ----- | ------------------------------------------------------- |
| 546   | Madrid (Príncipe Pío) - Rozas de Puerto Real - Casillas |

## Política
| Candidaturas con representación | Candidaturas con representación          | 2019  | 2019       | 2019 |
| Candidaturas con representación | Candidaturas con representación          | %     | Concejales |      |
|                                 | Partido Popular (PP)                     | 76,92 | 6          |      |
|                                 | Partido Socialista Obrero Español (PSOE) | 14,56 | 1          |      |

## Patrimonio
En la localidad hay una iglesia bajo la advocación de San Juan Bautista.

## Cultura
Entre las actividades de carácter cultural que se realizan periódica y tradicionalmente en el pueblo destacan: Fiestas Patronales: el 5 de febrero Santa Águeda, el 24 de junio San Juan, el primer domingo de marzo Los Quintos, primer domingo de octubre La Virgen del Rosario y la calbotada (castañas asadas): el 1 de noviembre. Alberga un amplio abanico de especialidades y platos típicos durante todo el año como los callos a la Roceña, las patatas de matanza, la sopa de ajo y la prueba del cerdo. En invierno se realiza la matanza, elaborando los chorizos, morcillas tanto de arroz, cebolla como de calabaza, o bien jamones. La repostería principal son los bollos de Santa Águeda, rosquillas, calostros, arroz con leche, flanes y natillas.

## Educación
En Rozas de Puerto Real hay un colegio público de educación infantil y primaria. En el año 2009 se abrió la casa de niños "Ilusiones", que acoge niños desde cuatro meses a tres años. También un colegio privado de 5º y 6º de primaria, secundaria y bachillerato (Colegio Seminario Menor Inmaculada y San Dámaso).